# 鏡島城
鏡島城（かがしまじょう）は、美濃国厚見郡鏡島村（岐阜県岐阜市鏡島）にあった戦国・安土桃山時代の日本の城（平城）。乙津寺の南門の前に位置した。

## 概要
築城者及び城主には諸説あり、『美濃明細記』は斉藤帯刀左衛門が創築し、河渡城主の安藤守就（守龍）の城であり、織田信長に武田信玄との内通を疑われ追放されるまで治めたとする。
『新撰美濃志』や『美濃稲葉志』によると、1545年に水害にあった乙津寺を復興している石河光清（石河駿河守）が築城者であり、豊臣秀吉に仕えた石川光政までの4代が在城した。光政は関ヶ原の戦いにおいて西軍に属し、改易される。
乙津寺の門前には、石河駿河守が領主であったとする塔頭が残されている。